# Columbus-America Discovery Group
Die Columbus-America Discovery Group war ein Joint Venture zur Kapitalgewinnung und Organisation für die Bergung des Schiffswracks der Central America. Die Vereinigung aus 161 Tiefseeingenieuren und privaten wie institutionellen Investoren wurde auf Initiative des Ingenieurs und Initiators des Unternehmens Thomas G. Thompson 1985 in Columbus (Ohio) mit einem Grundkapitalstock in Höhe von 10 Millionen US-Dollar gegründet.
Das Bergungsunternehmen der Gruppe war durch zahlreiche und bahnbrechende technische Neuerungen in der Tiefsee-Bergetechnik erfolgreich. Thompson entwickelte unter andern den Remotely Operated Vehicle (ROV) mit, beziehungsweise für die speziellen Anforderung der Bergung weiter. Ein immenser Goldschatz bestehend aus Feingoldbarren und Goldmünzen von circa 20 Tonnen Gewicht konnte 1987 geborgen werden. Der Gesamtwert des Goldes betrug damals nach Schätzungen eine Summe von 100 bis 150 Millionen US-Dollar.
Der Autor und zeitweilige Begleiter der Bergung Gary Kinder verfasste später einen auch auf Deutsch erschienen biographischen Roman („Das Goldschiff“) über die Gründung der Gruppe, zu Thompson und der Bergungsaktivität der Gruppe.

## Weblink
- Website zum Schatzfund